# Virtusa
Virtusa Corporationer en amerikansk it-virksomhed, der tilbyder digitale og teknologiske services til brancher som finansiel service, sundhed, kommunikation, medier, underholdning, rejser, fremstilling og teknologi. De har kunder i over 25 lande og de er 35.000 ansatte.
Virtusa har hovedkvarter i Southborough, Massachusetts og med væsentlige afdelinger i Indien og Sri Lanka.
Virtusa blev etableret i 1996 af Kris Canekeratne.